# Stenoptilia pinarodactyla
Stenoptilia pinarodactyla là một loài bướm đêm thuộc họ Pterophoridae. Nó được tìm thấy ở Nhật Bản (Hokkaido) và Xibia.